# Tweede Kamerverkiezingen in het kiesdistrict Dokkum (1859-1888)
Tweede Kamerverkiezingen in het kiesdistrict Dokkum (1859-1888) geeft een overzicht van verkiezingen voor de Nederlandse Tweede Kamer in het kiesdistrict Dokkum in de periode 1859-1888.
Het kiesdistrict Dokkum was al ingesteld in 1848. De indeling van het kiesdistrict werd in 1859 gewijzigd door een aanpassing van de Kieswet. Tot het kiesdistrict behoorden vanaf dat moment de volgende gemeenten: Achtkarspelen, Ameland, Dantumadeel, Dokkum, Ferwerderadeel, Grootegast, Kollumerland en Nieuwkruisland, Marum, Oostdongeradeel, Opsterland, Schiermonnikoog, Smallingerland, Tietjerksteradeel en Westdongeradeel.
In 1864 werd de indeling van het kiesdistrict gewijzigd. De gemeenten Grootegast en Marum werden toegevoegd aan het kiesdistrict Zuidhorn.
In 1869 werd de indeling van het kiesdistrict wederom gewijzigd. De gemeente Opsterland werd toegevoegd aan het kiesdistrict Sneek. Tevens werd een gedeelte van het kiesdistrict Zuidhorn (de gemeenten Grijpskerk, Grootegast en Marum) toegevoegd aan het kiesdistrict Dokkum.
In 1878 werd de indeling van het kiesdistrict wederom gewijzigd. De gemeenten Grijpskerk, Grootegast en Marum werden toegevoegd aan het kiesdistrict Zuidhorn.  Tevens werd een gedeelte van het kiesdistrict Leeuwarden (de gemeente het Bildt) toegevoegd aan het kiesdistrict Dokkum.
Het kiesdistrict Dokkum was in deze periode een meervoudig kiesdistrict: het vaardigde twee leden af naar de Tweede Kamer. Om de twee jaar trad een van de leden af; er werd dan een periodieke verkiezing gehouden voor de vrijgevallen zetel. Bij algemene verkiezingen (na ontbinding van de Tweede Kamer) bracht elke kiezer twee stemmen uit. Om in de eerste verkiezingsronde gekozen te worden moest een kandidaat minimaal de districtskiesdrempel behalen; indien nodig werd een tweede ronde gehouden.
Legenda
- cursief: in de eerste verkiezingsronde geplaatst voor de tweede ronde;
- vet: gekozen als lid van de Tweede Kamer.

## 25 januari 1859
De verkiezingen waren tussentijdse verkiezingen; zij werden gehouden vanwege de omzetting van het kiesdistrict Dokkum in een meervoudig kiesdistrict waardoor een tweede zetel beschikbaar kwam.
|                          | 25 januari |
| ------------------------ | ---------- |
| Kiesgerechtigden         | 2.405      |
| Opkomst                  | 1.147      |
| Geldige stemmen          | 1.144      |
| Blanco stemmen           | 2          |
| Kandidaten               |            |
| M. Kingma                | 638        |
| J.A. Lycklama à Nijeholt | 447        |

## 12 juni 1860
De verkiezingen waren periodieke verkiezingen; zij werden gehouden vanwege de afloop van de zittingstermijn van een gekozen lid. 
|                  | 12 juni |
| ---------------- | ------- |
| Kiesgerechtigden | 2.451   |
| Opkomst          | 662     |
| Geldige stemmen  | 650     |
| Blanco stemmen   | 10      |
| Kandidaten       |         |
| M. Kingma        | 564     |

## 10 juni 1862
De verkiezingen waren periodieke verkiezingen; zij werden gehouden vanwege de afloop van de zittingstermijn van een gekozen lid. 
|                              | 10 juni |
| ---------------------------- | ------- |
| Kiesgerechtigden             | 2.529   |
| Opkomst                      | 756     |
| Geldige stemmen              | 750     |
| Blanco stemmen               | 5       |
| Kandidaten                   |         |
| I.T. ter Brugghen Hugenholtz | 601     |
| S. van Heemstra              | 68      |
| G. Groen van Prinsterer      | 41      |

## 15 september 1863
Marten Kingma, gekozen bij de verkiezingen van 12 juni 1860, trad op 14 augustus 1863 af vanwege zijn benoeming als lid van Gedeputeerde Staten van Friesland. Om in de ontstane vacature te voorzien werd een tussentijdse verkiezing gehouden.
|                                 | 15 september | 29 september |
| ------------------------------- | ------------ | ------------ |
| Kiesgerechtigden                | 2.551        | 2.551        |
| Opkomst                         | 1.390        | 1.388        |
| Geldige stemmen                 | 1.388        | 1.366        |
| Blanco stemmen                  | 1            | 12           |
| Kandidaten                      |              |              |
| J.H. Albarda                    | 514          | 694          |
| O. van Wassenaer van Catwijck   | 432          | 672          |
| P.A.S. van Limburg Brouwer      | 345          |              |
| S.W.H.A. van Beijma thoe Kingma | 82           |              |

## 15 oktober 1863
J.H. Albarda, gekozen bij de verkiezingen van 15 september 1863, nam zijn benoeming niet aan. Om in de ontstane vacature te voorzien werd een tussentijdse verkiezing gehouden.
|                                 | 15 oktober |
| ------------------------------- | ---------- |
| Kiesgerechtigden                | 2.551      |
| Opkomst                         | 1.479      |
| Geldige stemmen                 | 1.471      |
| Blanco stemmen                  | 8          |
| Kandidaten                      |            |
| S.W.H.A. van Beijma thoe Kingma | 856        |
| O. van Wassenaer van Catwijck   | 593        |

## 14 juni 1864
De verkiezingen waren periodieke verkiezingen; zij werden gehouden vanwege de afloop van de zittingstermijn van een gekozen lid. 
|                                 | 14 juni |
| ------------------------------- | ------- |
| Kiesgerechtigden                | 2.434   |
| Opkomst                         | 1.554   |
| Geldige stemmen                 | 1.543   |
| Blanco stemmen                  | 8       |
| Kandidaten                      |         |
| S.W.H.A. van Beijma thoe Kingma | 970     |
| O. van Wassenaer van Catwijck   | 557     |

## 21 februari 1865
Isaäc ter Bruggen Hugenholtz, gekozen bij de verkiezingen van 10 juni 1862, trad op 1 februari 1865 af vanwege zijn benoeming als lid van de Raad van State. Om in de ontstane vacature te voorzien werd een tussentijdse verkiezing gehouden.
|                               | 21 februari | 7 maart |
| ----------------------------- | ----------- | ------- |
| Kiesgerechtigden              | 2.434       | 2.434   |
| Opkomst                       | 1.514       | 1.622   |
| Geldige stemmen               | 1.506       | 1.605   |
| Blanco stemmen                | 8           | 12      |
| Kandidaten                    |             |         |
| P. van Blom                   | 719         | 950     |
| O. van Wassenaer van Catwijck | 420         | 655     |
| J. Andreae                    | 365         |         |

## 12 juni 1866
De verkiezingen waren periodieke verkiezingen; zij werden gehouden vanwege de afloop van de zittingstermijn van een gekozen lid.
|                               | 12 juni |
| ----------------------------- | ------- |
| Kiesgerechtigden              | 2.397   |
| Opkomst                       | 1.438   |
| Geldige stemmen               | 1.426   |
| Blanco stemmen                | 10      |
| Kandidaten                    |         |
| P. van Blom                   | 900     |
| O. van Wassenaer van Catwijck | 499     |

## 30 oktober 1866
De verkiezingen werden gehouden na ontbinding van de Tweede Kamer.
|                                 | 30 oktober |
| ------------------------------- | ---------- |
| Kiesgerechtigden                | 2.397      |
| Opkomst                         | 1.789      |
| Geldige stemmen                 | 3.541      |
| Blanco stemmen                  | 31         |
| Kiesdrempel                     | 885        |
| Kandidaten                      |            |
| P. van Blom                     | 991        |
| S.W.H.A. van Beijma thoe Kingma | 989        |
| G. Groen van Prinsterer         | 416        |
| B.J.L. de Geer van Jutphaas     | 405        |
| F.J.J. van Heemstra             | 206        |
| W. van Nauta Lemke              | 203        |
| C.L. van Beijma                 | 136        |
| L.H. van Asch van Wijck         | 84         |
| J.M. van Beijma                 | 56         |

## 22 januari 1868
De verkiezingen werden gehouden na ontbinding van de Tweede Kamer.
|                                 | 22 januari |
| ------------------------------- | ---------- |
| Kiesgerechtigden                | 2.460      |
| Opkomst                         | 1.774      |
| Geldige stemmen                 | 3.513      |
| Blanco stemmen                  | 27         |
| Kiesdrempel                     | 878        |
| Kandidaten                      |            |
| P. van Blom                     | 1.061      |
| S.W.H.A. van Beijma thoe Kingma | 1.043      |
| M.W. van Tour van Bellinchave   | 699        |
| F.J.J. van Heemstra             | 551        |
| J.A. Lycklama à Nijeholt        | 151        |

## 8 juni 1869
De verkiezingen waren periodieke verkiezingen; zij werden gehouden vanwege de afloop van de zittingstermijn van een gekozen lid.
|                                 | 8 juni |
| ------------------------------- | ------ |
| Kiesgerechtigden                | 2.478  |
| Opkomst                         | 1.646  |
| Geldige stemmen                 | 1.635  |
| Blanco stemmen                  | 6      |
| Kandidaten                      |        |
| S.W.H.A. van Beijma thoe Kingma | 1.043  |
| G. Groen van Prinsterer         | 579    |

## 13 juni 1871
De verkiezingen waren periodieke verkiezingen; zij werden gehouden vanwege de afloop van de zittingstermijn van een gekozen lid.
|                    | 13 juni |
| ------------------ | ------- |
| Kiesgerechtigden   | 2.520   |
| Opkomst            | 1.375   |
| Geldige stemmen    | 1.364   |
| Blanco stemmen     | 6       |
| Kandidaten         |         |
| W.A. Bergsma       | 847     |
| L.W.C. Keuchenius  | 336     |
| D.J.V. van Sytzama | 155     |

## 10 juni 1873
De verkiezingen waren periodieke verkiezingen; zij werden gehouden vanwege de afloop van de zittingstermijn van een gekozen lid.
|                                | 10 juni | 24 juni |
| ------------------------------ | ------- | ------- |
| Kiesgerechtigden               | 2.542   | 2.542   |
| Opkomst                        | 1.784   | 1.762   |
| Geldige stemmen                | 1.783   | 1.748   |
| Blanco stemmen                 | 0       | 13      |
| Kandidaten                     |         |         |
| B.P. van Harinxma thoe Slooten | 666     | 1.027   |
| L.W.C. Keuchenius              | 639     | 721     |
| W. Reilingh                    | 478     |         |

## 3 november 1874
Binnert van Harinxma thoe Slooten, gekozen bij de verkiezingen van 10 juni 1873, trad op 8 oktober 1874 af vanwege zijn herbenoeming als kantonrechter in Beetsterzwaag. Om in de ontstane vacature te voorzien werd een tussentijdse verkiezing gehouden.
|                                | 3 november |
| ------------------------------ | ---------- |
| Kiesgerechtigden               | 2.589      |
| Opkomst                        | 1.551      |
| Geldige stemmen                | 1.544      |
| Blanco stemmen                 | 4          |
| Kandidaten                     |            |
| B.P. van Harinxma thoe Slooten | 885        |
| L.W.C. Keuchenius              | 640        |

## 8 juni 1875
De verkiezingen waren periodieke verkiezingen; zij werden gehouden vanwege de afloop van de zittingstermijn van een gekozen lid.
|                  | 8 juni |
| ---------------- | ------ |
| Kiesgerechtigden | 2.608  |
| Opkomst          | 2.215  |
| Geldige stemmen  | 2.202  |
| Blanco stemmen   | 9      |
| Kandidaten       |        |
| W.A. Bergsma     | 1.306  |
| B.J. Gratama     | 891    |

## 12 juni 1877
De verkiezingen waren periodieke verkiezingen; zij werden gehouden vanwege de afloop van de zittingstermijn van een gekozen lid.
|                                | 12 juni |
| ------------------------------ | ------- |
| Kiesgerechtigden               | 2.764   |
| Opkomst                        | 1.794   |
| Geldige stemmen                | 1.786   |
| Blanco stemmen                 | 7       |
| Kandidaten                     |         |
| B.P. van Harinxma thoe Slooten | 1.073   |
| A. Brummelkamp                 | 704     |

## 17 september 1878
Binnert van Harinxma thoe Slooten, gekozen bij de verkiezingen van 12 juni 1877, trad op 22 augustus 1878 af vanwege zijn benoeming als Commissaris des Konings in Friesland. Om in de ontstane vacature te voorzien werd een tussentijdse verkiezing gehouden.
|                                         | 17 september |
| --------------------------------------- | ------------ |
| Kiesgerechtigden                        | 2.784        |
| Opkomst                                 | 1.898        |
| Geldige stemmen                         | 1.886        |
| Blanco stemmen                          | 12           |
| Kandidaten                              |              |
| J.H.F.K. van Swinderen                  | 1.058        |
| A.J. Thomassen à Thuessink van der Hoop | 821          |

## 10 juni 1879
De verkiezingen waren periodieke verkiezingen; zij werden gehouden vanwege de afloop van de zittingstermijn van een gekozen lid.
|                                         | 10 juni |
| --------------------------------------- | ------- |
| Kiesgerechtigden                        | 2.781   |
| Opkomst                                 | 1.937   |
| Geldige stemmen                         | 1.919   |
| Blanco stemmen                          | 12      |
| Kandidaten                              |         |
| W.A. Bergsma                            | 997     |
| A.J. Thomassen à Thuessink van der Hoop | 905     |

## 26 augustus 1879
Jan van Swinderen, gekozen bij de verkiezingen van 17 september 1878, trad op 1 augustus 1879 af vanwege zijn verkiezing als lid van de Eerste Kamer. Om in de ontstane vacature te voorzien werd een tussentijdse verkiezing gehouden.
|                              | 26 augustus |
| ---------------------------- | ----------- |
| Kiesgerechtigden             | 2.781       |
| Opkomst                      | 2.243       |
| Geldige stemmen              | 2.228       |
| Blanco stemmen               | 15          |
| Kandidaten                   |             |
| I.F. van Humalda van Eysinga | 1.275       |
| A. Kuyper                    | 947         |

## 14 juni 1881
De verkiezingen waren periodieke verkiezingen; zij werden gehouden vanwege de afloop van de zittingstermijn van een gekozen lid.
|                              | 14 juni |
| ---------------------------- | ------- |
| Kiesgerechtigden             | 2.774   |
| Opkomst                      | 1.963   |
| Geldige stemmen              | 1.946   |
| Blanco stemmen               | 13      |
| Kandidaten                   |         |
| I.F. van Humalda van Eysinga | 1.008   |
| B.J. Gratama                 | 924     |

## 12 juni 1883
De verkiezingen waren periodieke verkiezingen; zij werden gehouden vanwege de afloop van de zittingstermijn van een gekozen lid.
|                  | 12 juni |
| ---------------- | ------- |
| Kiesgerechtigden | 2.712   |
| Opkomst          | 2.207   |
| Geldige stemmen  | 2.196   |
| Blanco stemmen   | 9       |
| Kandidaten       |         |
| W.A. Bergsma     | 1.138   |
| U.H. Huber       | 1.053   |

## 13 mei 1884
Idzerd van Humalda van Eysinga, gekozen bij de verkiezingen van 14 juni 1881, trad op 16 april 1884 af vanwege zijn benoeming als lid van de Raad van State. Om in de ontstane vacature te voorzien werd een tussentijdse verkiezing gehouden.
|                           | 13 mei |
| ------------------------- | ------ |
| Kiesgerechtigden          | 2.673  |
| Opkomst                   | 2.044  |
| Geldige stemmen           | 2.028  |
| Blanco stemmen            | 9      |
| Kandidaten                |        |
| W.J. van Welderen Rengers | 1.174  |
| W.M. Oppedijk             | 852    |

## 28 oktober 1884
De verkiezingen waren algemene verkiezingen; zij werden gehouden na ontbinding van de Tweede Kamer.
|                           | 28 oktober |
| ------------------------- | ---------- |
| Kiesgerechtigden          | 2.673      |
| Opkomst                   | 2.121      |
| Geldige stemmen           | 4.192      |
| Blanco stemmen            | 46         |
| Kiesdrempel               | 1.048      |
| Kandidaten                |            |
| E.J. Attema               | 1.197      |
| E.B. Kielstra             | 1.172      |
| J.C. Fabius               | 861        |
| J. de Jong                | 856        |
| W.J. van Welderen Rengers | 85         |

## 25 augustus 1885
Eilard Attema, gekozen bij de verkiezingen van 28 oktober 1884, trad op 1 augustus 1885 af vanwege gezondheidsredenen. Om in de ontstane vacature te voorzien werd een tussentijdse verkiezing gehouden.
|                           | 25 augustus |
| ------------------------- | ----------- |
| Kiesgerechtigden          | 2.689       |
| Opkomst                   | 1.935       |
| Geldige stemmen           | 1.924       |
| Blanco stemmen            | 7           |
| Kandidaten                |             |
| W.J. van Welderen Rengers | 1.168       |
| M.A. de Savornin Lohman   | 733         |

## 15 juni 1886
De verkiezingen waren algemene verkiezingen; zij werden gehouden na ontbinding van de Tweede Kamer.
|                           | 15 juni |
| ------------------------- | ------- |
| Kiesgerechtigden          | 2.818   |
| Opkomst                   | 2.331   |
| Geldige stemmen           | 4.620   |
| Blanco stemmen            | 34      |
| Kiesdrempel               | 1.155   |
| Kandidaten                |         |
| W.J. van Welderen Rengers | 1.338   |
| E.B. Kielstra             | 1.328   |
| U.H. Huber                | 920     |
| L.W.C. Keuchenius         | 901     |
| V. Bruinsma               | 58      |
| P.C.F. Frowein            | 44      |

## 1 september 1887
De verkiezingen waren algemene verkiezingen; zij werden gehouden na ontbinding van de Tweede Kamer.
|                           | 1 september |
| ------------------------- | ----------- |
| Kiesgerechtigden          | 2.759       |
| Opkomst                   | 1.930       |
| Geldige stemmen           | 3.846       |
| Blanco stemmen            | 12          |
| Kiesdrempel               | 962         |
| Kandidaten                |             |
| W.J. van Welderen Rengers | 1.188       |
| E.B. Kielstra             | 1.157       |
| U.H. Huber                | 760         |
| L.W.C. Keuchenius         | 721         |

## Voortzetting
Na de grondwetsherziening van 1887 werden de meervoudige kiesdistricten opgeheven; het kiesdistrict Dokkum werd derhalve omgezet in een enkelvoudig kiesdistrict. De gemeenten Achtkarspelen, Kollumerland en Nieuwkruisland, Smallingerland en Tietjerksteradeel werden toegevoegd aan het kiesdistrict Bergum en de gemeente het Bildt aan het kiesdistrict Franeker.